# 794 Іренея
794 Іренея (794 Irenaea) — астероїд головного поясу, відкритий 27 серпня 1914 року.
Тіссеранів параметр щодо Юпітера — 3,138.
На честь дочки австрійського астронома Едмунда Вейса (Edmund Weiss) Ірен.